# Erik J. van Nieukerken
Erik Johannes van Nieukerken (* 23. Februar 1952 in Den Haag) ist ein niederländischer Entomologe und Biologe. Sein Hauptinteresse gilt den Zwergminiermotten.

## Leben
Van Nieukerken wurde von seinen Eltern nach der Hauptfigur aus dem Roman Erik, of het klein insektenboek (1941) von Godfried Bomans benannt. Sein Vater war ein Pianist. Als  Jugendlicher wurde er Mitglied im Nederlandse Jeugdbond voor Natuur (Niederländischer Jugendverband für Natur). Er absolvierte ein Biologiestudium an der Universität Leiden, wo er sich ebenso wie sein Kommilitone Jan van Tol für Wasserinsekten interessierte, insbesondere für die Familie der Schwimmkäfer (Dytiscidae). Van Nieukerken und van Tol arbeiteten häufig zusammen, wobei sie während ihres Studiums gemeinsam Bestandserhebungen über kleine wirbellose Tiere in den Süßgewässern der Niederlande durchführten. Von 1978 bis 1983 arbeitete van Nieukerken  an der Vrije Universiteit Amsterdam an seiner Dissertation über die Taxonomie der Familie der Zwergminiermotten (Nepticulidae), mit der er 1986 unter der Leitung von Christopher Foster Wilkinson (1938–2017) zum Ph.D. promoviert wurde. Gemeinsam mit Henk Dop entdeckte er ein neues Sensillum bei den Zwergminiermotten, das sie als sensillum vesiculo-cladum bezeichneten. Diese Arbeit gipfelte in der ersten Checkliste über die Zwergminiermotten der westlichen Paläarktis im Jahr 1986.
1986 erhielt van Nieukerken eine Stelle am Rijksmuseum van Natuurlijke Historie in Leiden (heute Naturalis Biodiversity Center), wo er als Nachfolger von Jan van Tol als Koordinator des niederländischen Zentralbüros der Stiftung European Invertebrate Survey eingesetzt war. Seine anfänglichen Aufgaben ließen ihm wenig Gelegenheit, die taxonomische Arbeit fortzusetzen, bis er 1999 die Nachfolge von Peter J. van Helsdingen und Alexey Diakonoff als Kurator für Schmetterlinge und Spinnentiere am Naturalis Biodiversity Center antrat.
Die Einrichtung eines Molekularlabors im Museum Naturalis veranlasste van Nieukerken, während seiner umfangreichen Sammeltätigkeit in vielen Teilen der Welt, unter anderen in Vietnam, Australien, Borneo und ab 2010 in den Vereinigten Staaten, Taiwan, Korea und Japan, Probenmaterial für DNA-Analysen zu entnehmen. Frühe molekulare Ergebnisse wurden 2004 auf dem Internationalen Entomologischen Kongress in Brisbane vorgestellt, aber noch als unzureichend für eine vollständige Publikation angesehen. Die meisten Schriften von ihm und seinen Koautoren in den frühen 2000er Jahren betreffen detaillierte europäische Faunistik sowie zwei kleine und eine große Revision der westpaläarktischen Gattung Acalyptris sowie der Untergattungen Trifurcula (Levarchama),  Ectoedemia und Zimmermannia.
Von 1989 bis 2007 war van Nieukerken Chefredakteur des Fachjournals Tijdschrift voor Entomologie. 1997 initiierte er die Schriftenreihe Nederlandse Fauna.

## Dedikationsnamen
Nach van Nieukerken sind unter anderen die Taxa Scythris nieukerkeni, Leucoptera nieukerkeni, Tactusa nieukerkeni, Cosmopterix nieukerkeni, Acalyptris vannieukerkeni und Gnamptodon nieukerkeni benannt.